# Alpine Skiweltmeisterschaften der Behinderten 2009
Die 9. Alpine Skiweltmeisterschaften der Behinderten 2009 fand vom 20. Februar bis zum 28. Februar 2009 im südkoreanischen Pyeongchang statt.

## Männer
| Disziplin          | Klasse       | Gold                                           | Zeit    | Silber                                          | Zeit    | Bronze                                         | Zeit    |
| ------------------ | ------------ | ---------------------------------------------- | ------- | ----------------------------------------------- | ------- | ---------------------------------------------- | ------- |
| Abfahrt            | sehbehindert | Gerd Gradwohl (Guide: Karl-Heinz Vachenauer)   | 1:44,51 | Jon Santacana Maiztegui (Guide: Miguel Galindo) | 1:44,52 | Christopher Williamson (Guide: Nicholas Brush) | 1:44,56 |
| Abfahrt            | sitzend      | Joshua Dueck                                   | 1:49,66 | Harald Eder                                     | 1:49,70 | Christopher Devlin-Young                       | 1:50,49 |
| Abfahrt            | stehend      | Gerd Schönfelder                               | 1:50,19 | Martin Bruegger                                 | 1:51,56 | Martin France                                  | 1:52,39 |
| Super-G            | sehbehindert | Christopher Williamson (Guide: Nicholas Brush) | 58,46   | Jon Santacana (Guide: Miguel Galindo)           | 59,79   | Miroslav Haraus (Guide: Martin Makovnik)       | 1:00,17 |
| Super-G            | sitzend      | Shannon Dallas                                 | 1:00,52 | Akira Kano                                      | 1:01,50 | Taiki Morii                                    | 1:01,98 |
| Super-G            | stehend      | Robert Meusburger                              | 1:02,39 | Gerd Schönfelder                                | 1:03,41 | Lionel Brun                                    | 1:03,79 |
| Super- Kombination | sehbehindert | Jon Santacana (Guide: Miguel Galindo)          | 1:53,69 | Jakub Krako (Guide: Juraj Medera)               | 1:56,15 | Gianmaria dal Maistro (Guide: Tommaso Balasso) | 1:58,36 |
| Super- Kombination | sitzend      | Martin Braxenthaler                            | 1:54,08 | Taiki Morii                                     | 1:55,28 | Jürgen Egle                                    | 1:55,55 |
| Super- Kombination | stehend      | Gerd Schönfelder                               | 1:54,37 | Robert Meusburger                               | 1:55,13 | Martin Bruegger                                | 1:55,99 |
| Riesenslalom       | sehbehindert | Nicholas Berejny (Guide: Sophie Troc)          | 2:14,20 | Jakub Krako (Guide: Juraj Medera)               | 2:17,36 | Gianmaria dal Maistro (Guide: Tommaso Balasso) | 2:17,48 |
| Riesenslalom       | sitzend      | Takeshi Suzuki                                 | 2:11,79 | Akira Kano                                      | 2:12,97 | Andreas Kapfinger                              | 2:14,72 |
| Riesenslalom       | stehend      | Gerd Schönfelder                               | 2:12,55 | Robert Meusburger                               | 2:13,35 | Cameron Rahls-Rahbula                          | 2:13,70 |
| Slalom             | sehbehindert | Jakub Krako (Guide: Juraj Medera)              | 1:41,96 | Christopher Williamson (Guide: Nicholas Brush)  | 1:43,53 | Miroslav Haraus (Guide: Martin Makovnik)       | 1:43,60 |
| Slalom             | sitzend      | Jürgen Egle                                    | 1:42,29 | Jean Yves le Meur                               | 1:43,24 | Martin Braxenthaler                            | 1:43,47 |
| Slalom             | stehend      | Cameron Rahls-Rahbula                          | 1:40,97 | Adam Hall                                       | 1:41,47 | Hiraku Misawa                                  | 1:42,64 |

## Frauen
| Disziplin          | Klasse       | Gold                                         | Zeit    | Silber                                       | Zeit    | Bronze                                         | Zeit    |
| ------------------ | ------------ | -------------------------------------------- | ------- | -------------------------------------------- | ------- | ---------------------------------------------- | ------- |
| Abfahrt            | sehbehindert | Henrieta Farkasova (Guide: Natalia Subrtova) | 1:56,61 | Viviane Forest (Guide: Lindsay Debou)        | 2:05,59 | Anna Kulíšková (Guide: Michaela Hubacova)      | 2:06,03 |
| Abfahrt            | sitzend      | Kimberly Joines                              | 1:58,39 | Kuniko Obinata                               | 2:01,16 | Tatsuko Aoki                                   | 2:17,55 |
| Abfahrt            | stehend      | Lauren Woolstencroft                         | 1:56,61 | Melania Corradini                            | 1:59,96 | Andrea Rothfuss                                | 2:00,66 |
| Super-G            | sehbehindert | Henrieta Farkasova (Guide: Natalia Subrtova) | 1:07,96 | Viviane Forest (Guide: Lindsay Debou)        | 1:08,11 | Anna Kulíšková (Guide: Michaela Hubacova)      | 1:11,62 |
| Super-G            | sitzend      | Kimberly Joines                              | 1:06,29 | Stephani Victor                              | 1:06,65 | Kuniko Obinata                                 | 1:08,09 |
| Super-G            | stehend      | Lauren Woolstencroft                         | 1:03,06 | Danja Haslacher                              | 1:05,97 | Melania Corradini                              | 1:06,57 |
| Super- Kombination | sehbehindert | Viviane Forest (Guide: Lindsay Debou)        | 2:07,88 | Henrieta Farkasova (Guide: Natalia Subrtova) | 2:11,29 | Natasha de Troyer (Guide: Diega Van de Vroode) | 2:17,40 |
| Super- Kombination | sitzend      | Stephani Victor                              | 2:07,63 | Claudia Lösch                                | 2:09,68 | Andrea Rothfuss                                | 2:11,31 |
| Super- Kombination | stehend      | Melania Corradini                            | 2:05,41 | Allison Jones                                | 2:05,94 | Andrea Rothfuss                                | 2:06,06 |
| Riesenslalom       | sehbehindert | Sabine Gasteiger (Guide:Emil Gasteiger)      | 2:25,46 | Viviane Forest (Guide: Lindsay Debou)        | 2:30,27 | Anna Kulíšková (Guide: Michaela Hubacova)      | 2:39,90 |
| Riesenslalom       | sitzend      | Stephani Victor                              | 2:26,12 | Claudia Lösch                                | 2:33,06 | Tatsuko Aoki                                   | 2:33,98 |
| Riesenslalom       | stehend      | Lauren Woolstencroft                         | 2:13,78 | Melania Corradini                            | 2:19,67 | Andrea Rothfuss                                | 2:25,18 |
| Slalom             | sehbehindert | Sabine Gasteiger (Guide:Emil Gasteiger)      | 1:59,75 | Viviane Forest (Guide: Lindsay Debou)        | 2:00,12 | Anna Cohi (Guide: Raquel Garcia)               | 2:02,11 |
| Slalom             | sitzend      | Stephani Victor                              | 2:07,86 | Kimberly Joines                              | 2:09,50 | Yoshiko Tanaka                                 | 2:12,74 |
| Slalom             | stehend      | Lauren Woolstencroft                         | 1:48,43 | Allison Jones                                | 1:50,96 | Andrea Rothfuss                                | 1:52,57 |

## Team
| Gold                                                                                       | Zeit    | Silber                                                                                   | Zeit    | Bronze                                                                       | Zeit    |
| ------------------------------------------------------------------------------------------ | ------- | ---------------------------------------------------------------------------------------- | ------- | ---------------------------------------------------------------------------- | ------- |
| Deutschland Andrea Rothfuss Martin Braxenthaler Ralf Frummet Thomas Nolte Gerd Schönfelder | 7:20,36 | Österreich Danja Haslacher Harald Eder Hubert Mandl Philipp Bonadimann Robert Meusburger | 7:25,37 | Schweiz Karin Fasel Thomas Pfyl Michael Bruegger Christoph Kunz Hans Pleisch | 7:32,32 |

## Medaillenspiegel
| Platz | Land               | Gold | Silber | Bronze | Gesamt |
| ----- | ------------------ | ---- | ------ | ------ | ------ |
| 1     | Kanada             | 9    | 6      | 1      | 16     |
| 2     | Deutschland        | 6    | 1      | 5      | 12     |
| 3     | Österreich         | 4    | 7      | 2      | 13     |
| 4     | Slowakei           | 3    | 3      | 3      | 9      |
| 5     | Vereinigte Staaten | 3    | 3      | 1      | 7      |
| 6     | Australien         | 2    | 0      | 1      | 3      |
| 7     | Japan              | 1    | 4      | 7      | 12     |
| 8     | Italien            | 1    | 2      | 3      | 6      |
| 9     | Spanien            | 1    | 2      | 1      | 4      |
| 10    | Frankreich         | 1    | 1      | 1      | 3      |
| 11    | Schweiz            | 0    | 1      | 2      | 3      |
| 12    | Neuseeland         | 0    | 1      | 0      | 1      |
| 13    | Tschechien         | 0    | 0      | 3      | 3      |
| 14    | Belgien            | 0    | 0      | 1      | 1      |